# Day (Nowy Jork)
Day – miasto w Stanach Zjednoczonych, w stanie Nowy Jork, w hrabstwie Saratoga.